# El Puig de Santa Maria
El Puig de Santa Maria, abans de 2012 reconegut oficialment com el Puig, és un municipi del País Valencià situat a la comarca de l'Horta Nord. Actualment té 8.670 habitants, dels quals 4.324 són hòmens i 4.346, dones (segons l'INE).
Limita amb la Pobla de Farnals, Puçol i Rafelbunyol (a la mateixa comarca); amb Albalat dels Tarongers, Sagunt (a la comarca del Camp de Morvedre) i amb Nàquera (al Camp de Túria).

## Geografia

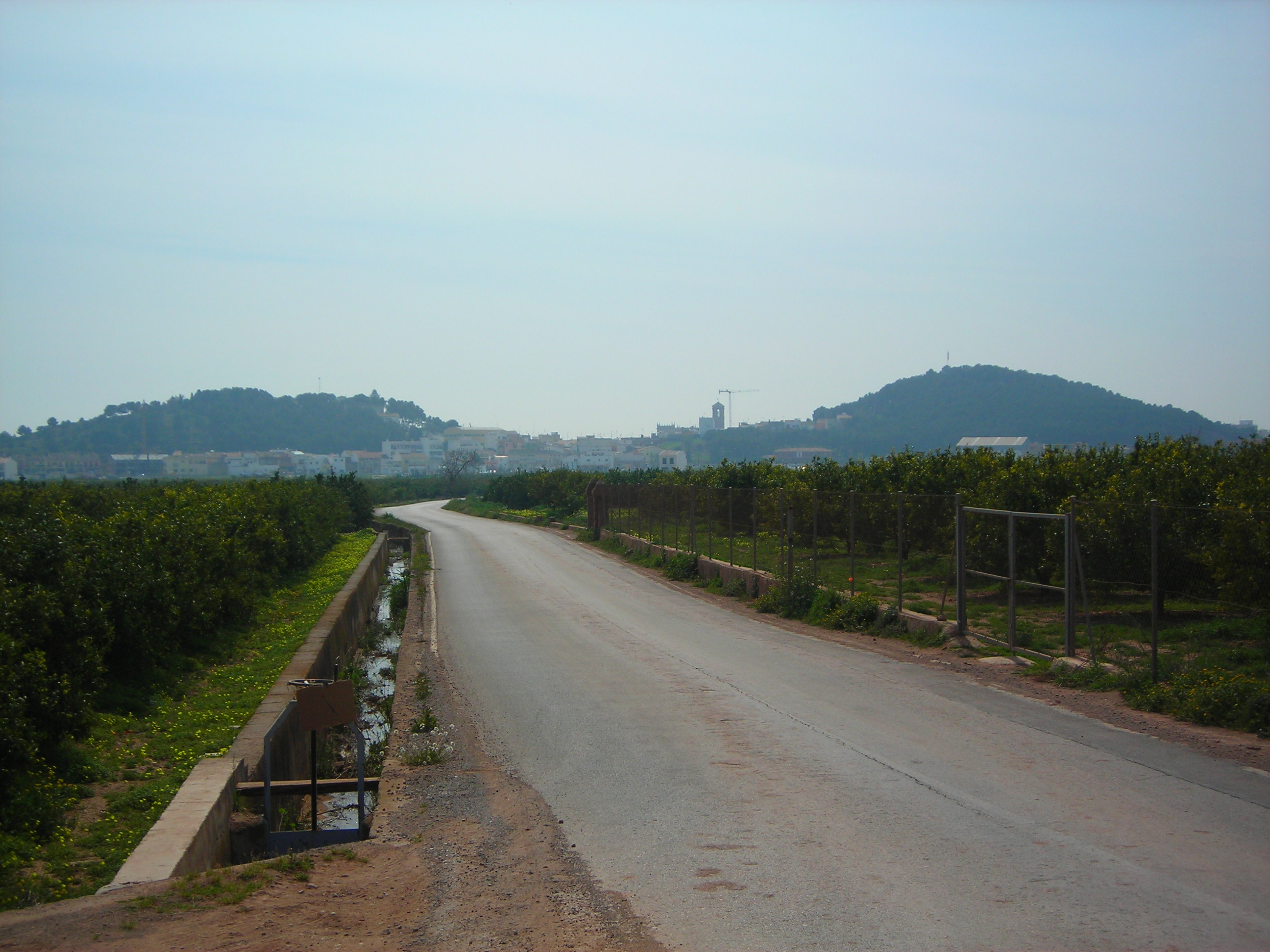
Vista del poble, encaixat entre els dos pujols que li donen nom

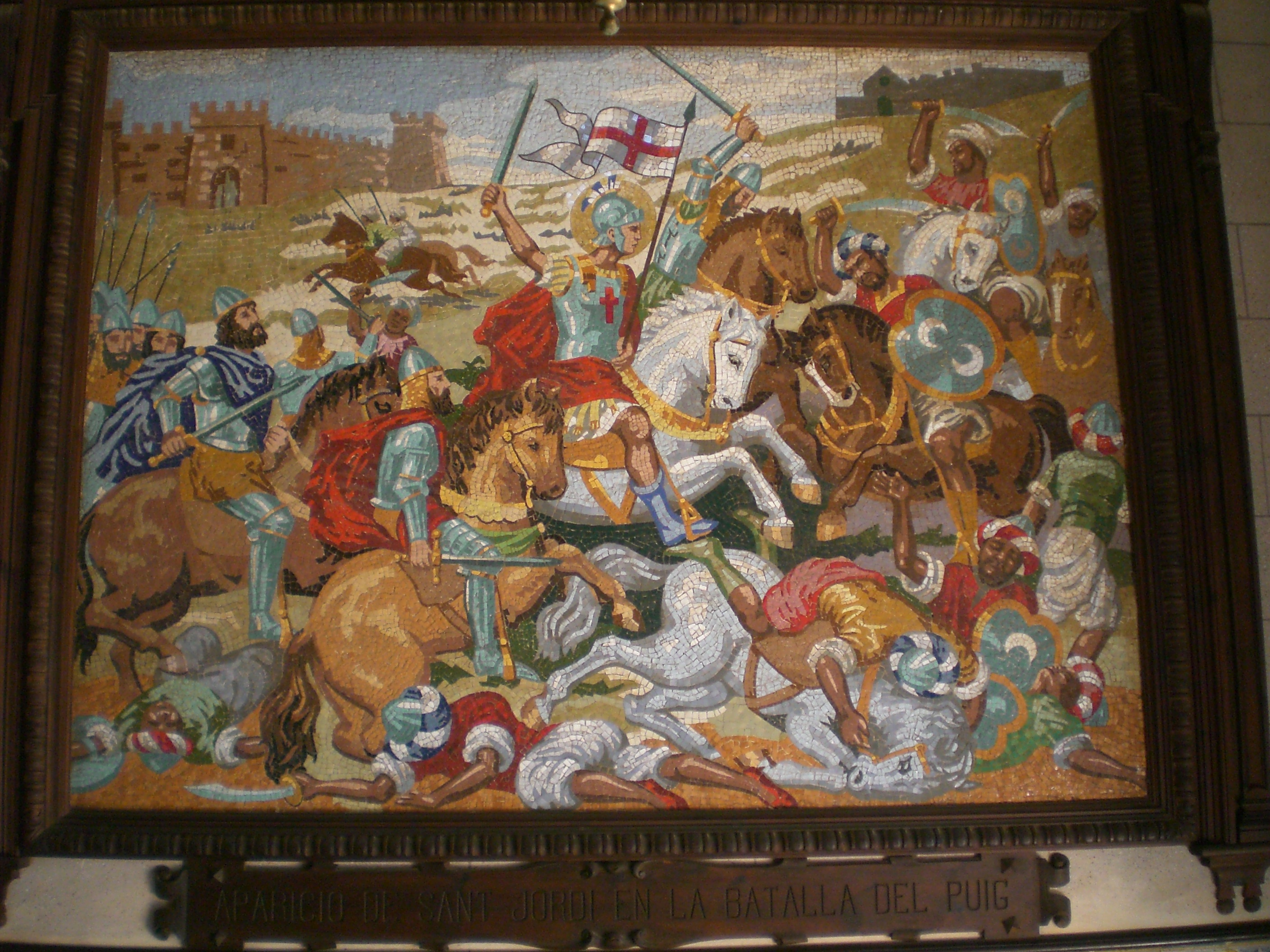
Mural de la batalla del Puig a l'ermita de Sant Jordi

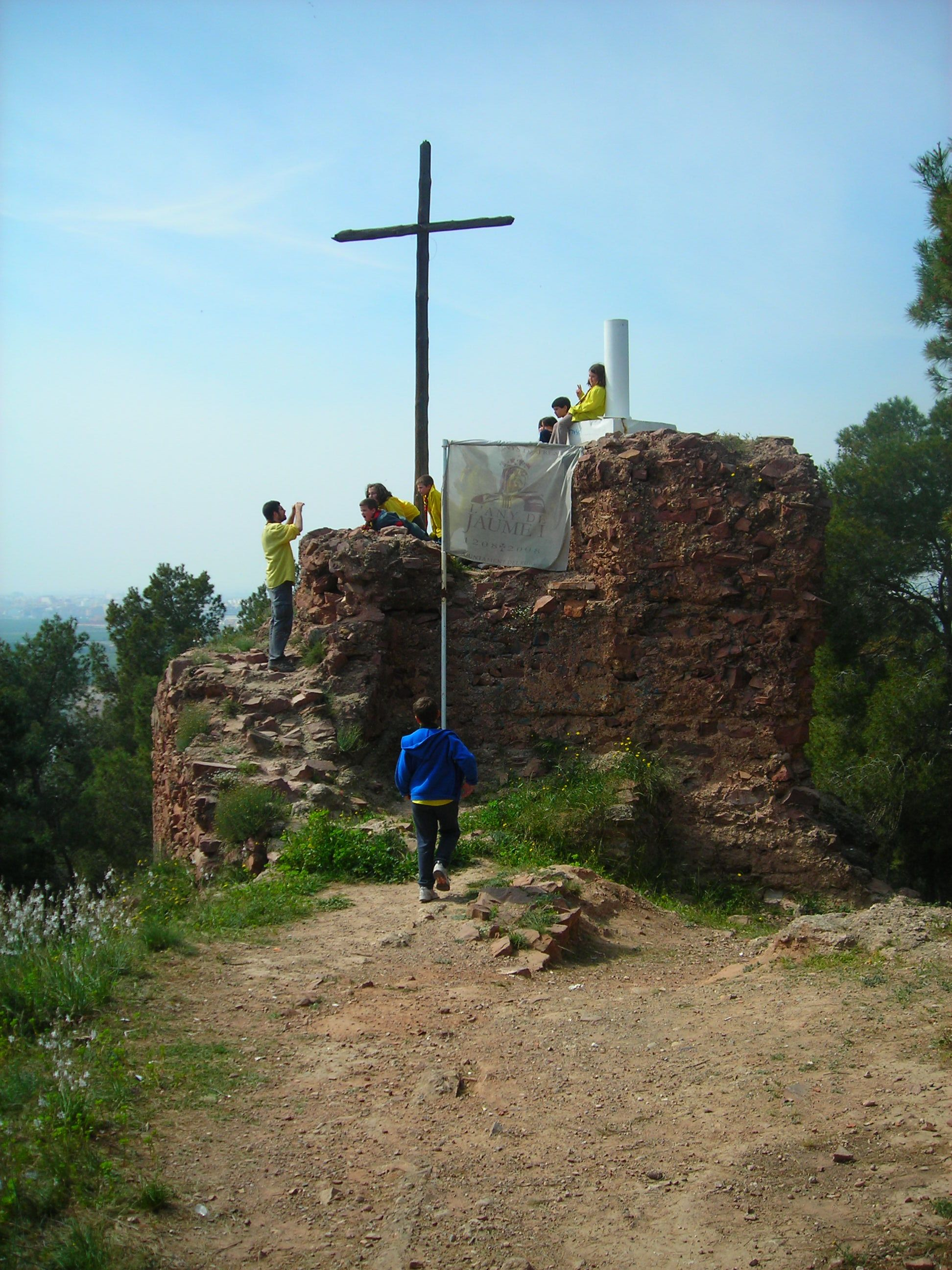
Ruïnes del castell del Puig

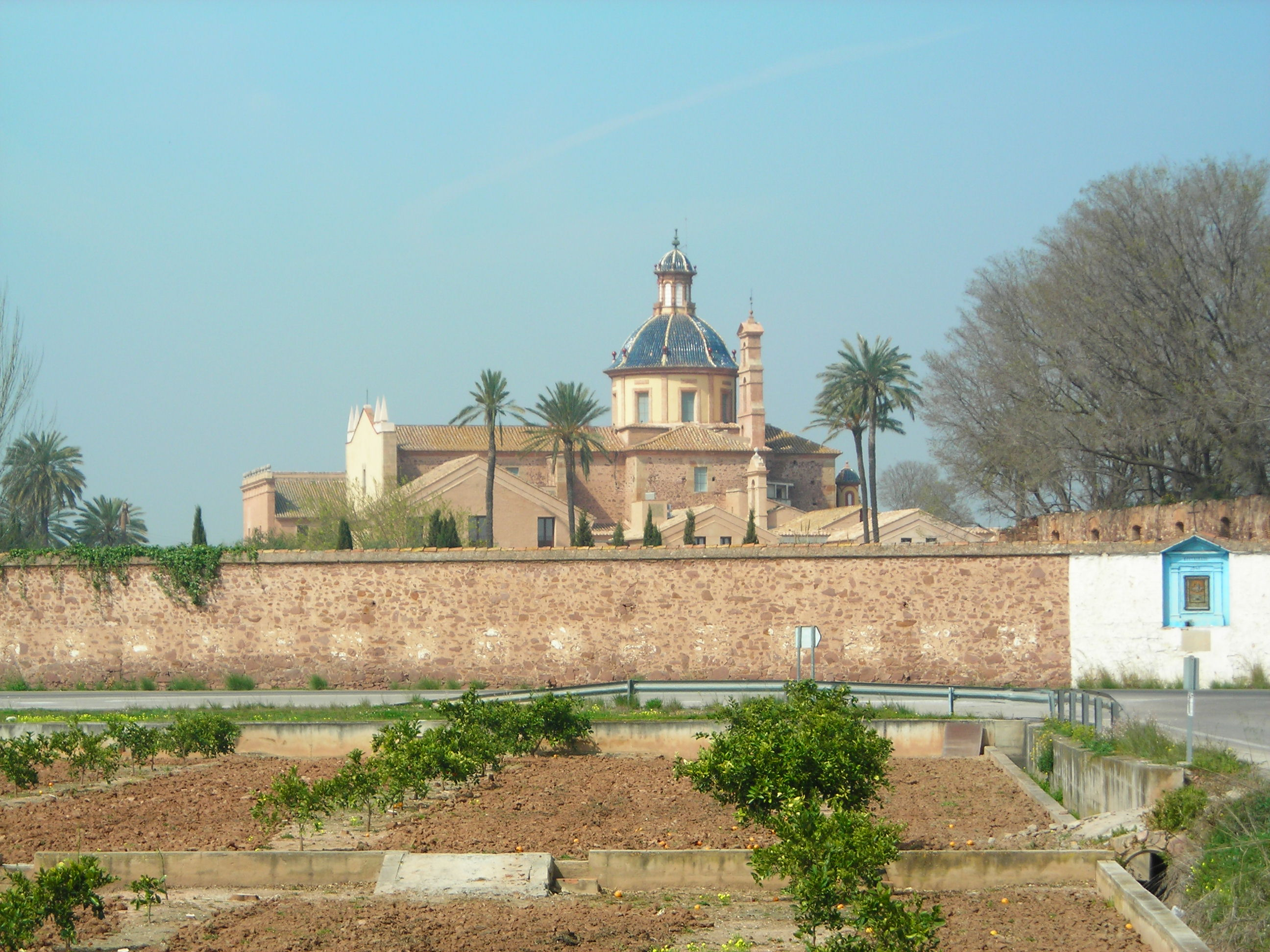
Cartoixa d'Aracristi, entre el Puig i Puçol

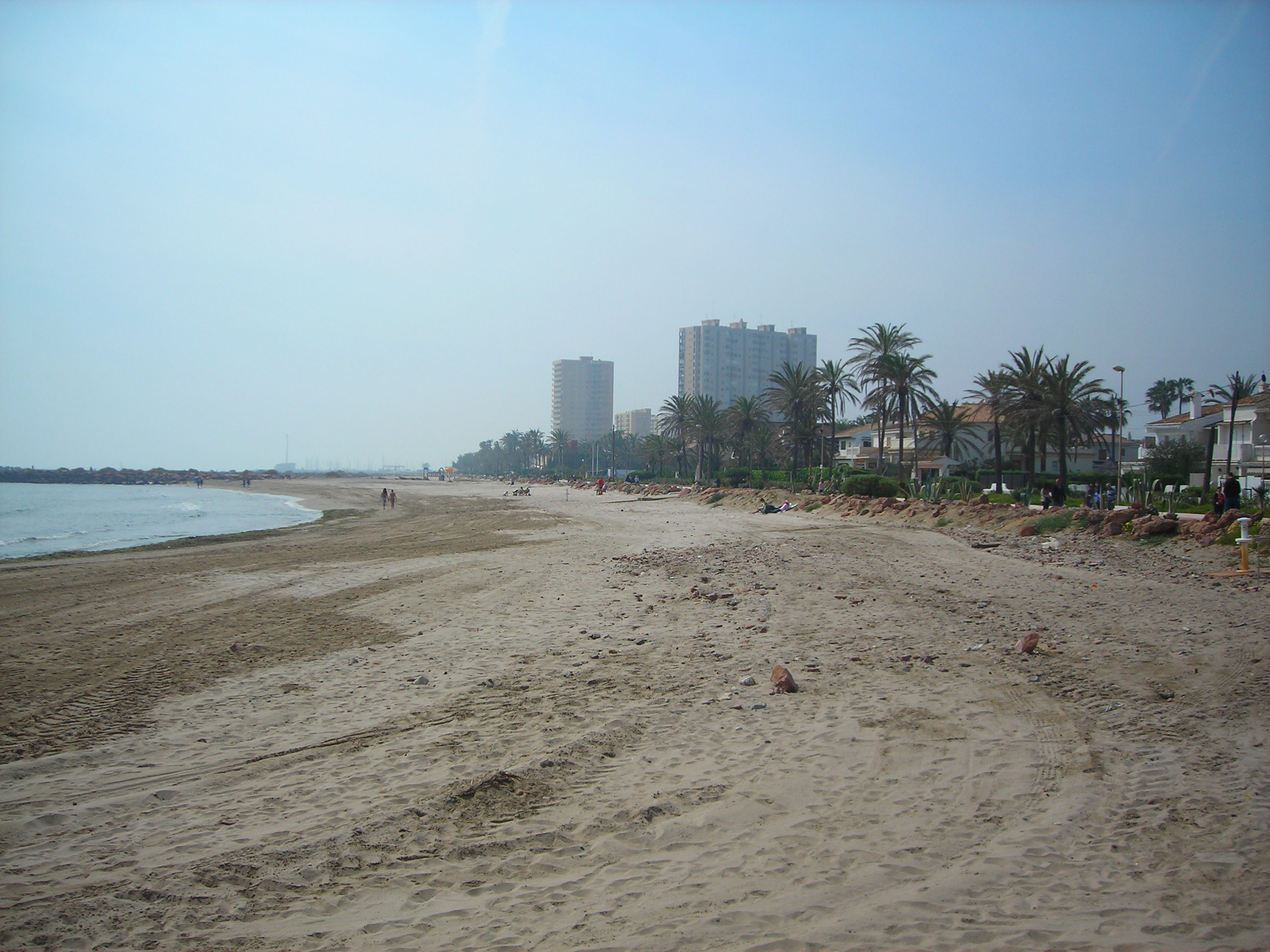
El terme municipal del Puig inclou una ampla llenca de costa

Situat en la part més septentrional de l'Horta de València, el seu relleu presenta quatre parts diferenciades, la més occidental de les quals correspon a alguns contraforts muntanyosos de la serra Calderona. Les altures més importants són el Cabeç Bord i la serra Llarga, on predominen les calcàries del Buntsandstein.
El clima és típicament mediterrani. Destaca el barranc de la Calderona, que es perd en la planura plistocena sense arribar a la mar, i les fonts de Blanca i la Tanca.
Al mig de la planura s'alcen alguns puigs (d'ací el nom) de la mateixa natura calcària que els de Bords i serra Llarga. Es tracta de la muntanya del Castell o de la Patà, la muntanya de Santa Bàrbara, i la muntanya del Monestir. Un dels puigs, anomenat de la Pedrera, hui dia ha desaparegut completament per haver estat desmantellat per a construir l'espigó del port del Grau de València.
Les principals vies de comunicació del municipi són les autovies V-21 i AP-7 (a l'est i oest del nucli urbà, respectivament), i la línia de ferrocarril València-Castelló.

## Barris i pedanies
Al terme municipal del Puig, s'hi troba també el nucli de població de la platja del Puig.

## Història
Fortalesa musulmana denominada pels cristians puig de Cebolla per deformació de l'àrab Jubal·la ('pujol'), va ser base de l'exèrcit del rei Jaume I el Conqueridor en la conquesta de la ciutat de València. L'any 1240, el rei donà terres a Arnau de Cardona, entre d'altres, perquè construïra un monestir a Santa Maria en memòria de la batalla que va permetre el setge a la ciutat de València. En 1343, el castell del Puig pertanyia, de per vida, al comte de Terranova. El 30 de març de 1343 el rei el concedí a Nicolau Janvila. Posteriorment el rei el vengué, l'any 1385, a Pere de Centelles. En 1608, es produí la separació dels termes del Puig i la Pobla de Farnals. Els últims senyors territorials en foren el marqués de Bèlgida i l'Ajuntament de València, per meitats.
En el segle xx i en la Segona República Espanyola se celebraren les eleccions generals espanyoles de 1933, en què obtingueren la majoria els partits de centre dreta fins a l'any 1936. Anomenat com a Bienni negre per l'esquerra, es generà gran malestar entre les diferents faccions. En eixe context, els anarquistes provocaren el descarrilament del tren ràpid entre Barcelona i Sevilla, que va caure a les onze de la nit al barranc de Puçol entre les estaciones del Puig de Santa Maria i l'esmentat poble, amb un total de 20 morts i més de 100 ferits.
Tocada la una de la matinada del dia 9 de desembre de 1933, va esclatar un petard en l'estació del Nord de València sense altres conseqüències que contribuir a l'alarma que des de primera hora de la nit corria per la capital i que de matinada adquirí dimensions de tragèdia amb la notícia de l'atemptat susdit. Els raïls apareixien tallats i desviats, de la qual cosa es deduïx que els criminals havien cuidat fins al refinament les previsions del seu pla amb el tallament de la via i la bomba per dispositiu de pressió automàtica perquè, en passar el comboi, es produïra l'explosió. El maquinista es traslladà a peu fins a l'estació del Puig de Santa Maria, on s'avisà a València dels fets. Veïns i autoritats del poble de Puçol, El Puig de Santa Maria, La Pobla de Farnals, Sagunt i d'altres acudiren per començar els treballs de socors, que es feren amb molta dificultat.
En esta localitat es van presentar les Normes del Puig (també conegudes com a Normes de la Real Acadèmia), unes normes ortogràfiques per al valencià, elaborades en 1979 per la secció de Llengua i Literatura de la Real Acadèmia de Cultura Valenciana, que el consideren una llengua independent del català. L'acte d'adhesió tingué lloc en el Monestir de Santa Maria del Puig; és per això que, popularment, les normes de la RACV són també conegudes com a Normes del Puig.

## Demografia
| any  | habitants |
| ---- | --------- |
| 1990 | 6.474     |
| 1992 | 6.520     |
| 1994 | 6.844     |
| 1996 | 6.868     |
| 1998 | 7.039     |
| 2000 | 7.195     |
| 2002 | 7.574     |
| 2004 | 7.851     |
| 2006 | 8.006     |
| 2007 | 8.197     |
| 2022 | 8.792     |

## Economia i urbanisme
L'economia del Puig de Santa Maria, bàsicament agrària fins a dates recents, està en un progressiu estat de transformació cap a un esquema industrial, sobre base fonamental de la metal·lúrgia. A més, una part del creixement demogràfic en els últims anys es deu al seu funcionament, en part, com a ciutat dormitori de València.
Dins de la superfície llaurada, el secà l'ocupen la vinya i la garrofera, i el regadiu els fruiters com tarongers, dacsa, hortalisses, etc. Però sense cap mena de dubte, el principal impuls econòmic el rebé el poble del cultiu i l'exportació de la taronja. La ramaderia està representada per quasi mig centenar de caps de boví i altres tants de porcí, a més d'algunes granges avícoles.
El sector industrial inclou diversos tallers de re-laminació de ferros, fàbriques de conserves vegetals, dues d'envasos de fusta, una de cervesa, i altres instal·lacions més recents com són les d'arts gràfiques. D'altra banda, l'activitat pesquera ha desaparegut. En les seues platges, s'hi han instal·lat ara complexos residencials d'estiu.
El creixement urbanístic al municipi es desenvolupa actualment en dues zones. La primera al nord del nucli urbà, on s'estan construint aproximadament 1.500 habitatges. I en segon lloc, en la zona de la marjal propera a les platges, en la qual s'estan programant 6.255 habitatges al voltant d'un camp de golf. Hi ha hagut més propostes de creixement urbanístic en els últims anys, per part de diferents forces polítiques i promotors urbanístics, però no han arribat a dur-se a terme.

## Política i govern

### Composició de la Corporació Municipal
El ple de l'ajuntament està format per 13 regidors. En les eleccions municipals de 28 de maig del 2023 foren elegits 6 regidors del Partit Popular (PP), 5 del Partit Socialista del País Valencià (PSPV-PSOE) i 2 de Compromís pel Puig (Compromís).
| Eleccions municipals de 28 de maig de 2023 - el Puig de Santa Maria                    |                                          |                                     |                                     |        |          |          |
| Candidatura                                                                            | Candidatura                              | Candidatura                         | Cap de llista                       | Vots   | Vots     | Regidors |
|                                                                                        | Partit Socialista del País Valencià-PSOE |                                     | Marc Oriola Pla                     | 1.682  | 33.69%   | 5 (-2)   |
|                                                                                        | Partit Popular                           |                                     | Mercedes Durá Álvarez               | 2.141  | 42.89%   | 6 (+3)   |
|                                                                                        | Compromís pel Puig                       |                                     | Vicent Porta i Carreres             | 686    | 13.74%   | 2 ()     |
|                                                                                        | Ciutadans - Partit de la Ciutadania      |                                     | David Castelló Vitoria              | 126    | 2.55%    | 0 (-1)   |
|                                                                                        | Altres candidatures                      |                                     |                                     | 256    | 6.03%    | 0 ()     |
|                                                                                        | Vots en blanc                            |                                     |                                     | 56     | 1,12%    |          |
| Total vots vàlids i regidors                                                           | Total vots vàlids i regidors             | Total vots vàlids i regidors        | Total vots vàlids i regidors        | 4.992  | 100 %    | 13       |
|                                                                                        | Vots nuls                                | Vots nuls                           | Vots nuls                           | 93     | 1,82%    |          |
| Participació (vots vàlids més nuls)                                                    | Participació (vots vàlids més nuls)      | Participació (vots vàlids més nuls) | Participació (vots vàlids més nuls) | 4.720  | 73,88%** |          |
| Abstenció                                                                              | Abstenció                                | Abstenció                           | Abstenció                           | 1796*  | 26,11%** |          |
| Total cens electoral                                                                   | Total cens electoral                     | Total cens electoral                | Total cens electoral                | 6.882* | 100 %**  |          |
| Alcalde: Vicent Porta i Carreres (Compromís)                                           |                                          |                                     |                                     |        |          |          |
| Fonts: JEC, (* No són vots sinó electors. ** Percentatge respecte del cens electoral.) |                                          |                                     |                                     |        |          |          |

### Alcaldes
Des de 2023, l'alcalde del Puig és Vicent Porta Carreres, de Compromís.
| Període                       | Alcalde o alcaldessa                              | Partit polític | Data de possessió     | Observacions                      |
| ----------------------------- | ------------------------------------------------- | -------------- | --------------------- | --------------------------------- |
| 1979–1983                     | Aurelio Badía Luis                                | PSPV-PSOE      | 19/04/1979            | --                                |
| 1983–1987                     | Aurelio Badía Luis                                | PSPV-PSOE      | 28/05/1983            | --                                |
| 1987–1991                     | Jose María Vidal Peris                            | PSPV-PSOE      | 30/06/1987            | --                                |
| 1991–1995                     | Jose María Vidal Peris                            | PSPV-PSOE      | 15/06/1991            | --                                |
| 1995–1999                     | Jose María Vidal Peris                            | PSPV-PSOE      | 17/06/1995            | --                                |
| 1999–2003                     | Jose María Vidal Peris María Alfonsa Vázquez Sosa | PSPV-PSOE PP   | 03/07/1999 06/09/2001 | Moció de censura PP +1 GM --      |
| 2003–2007                     | Joan Francesc García i Fèlix                      | PSPV-PSOE      | 14/06/2003            | --                                |
| 2007–2011                     | Eugeni Ruiz i Angresola José Miguel Tolosa Peiró  | PSPV-PSOE PP   | 16/06/2007 18/01/2008 | Moció de censura PP+PidP +2 GM -- |
| 2011–2015                     | José Miguel Tolosa Peiró                          | PP             | 11/06/2011            | --                                |
| 2015–2019                     | Luisa Salvador Tomàs                              | PSPV-PSOE      | 13/06/2015            | --                                |
| 2019-2023                     | Luisa Salvador Tomàs                              | PSPV-PSOE      | 15/06/2019            | --                                |
| Des de 2023                   | Vicent Porta Carreres                             | Compromís      | 17/06/2023            | --                                |
| Fonts: Generalitat Valenciana |                                                   |                |                       |                                   |

## Monuments
El seu nucli urbà s'estén principalment pel vessant meridional de les muntanyes de la Patà i Santa Bàrbara.
- Castell del Puig: situat al cim de la muntanya de la Patà. Es conserven algunes restes, i és d'origen musulmà.

- Monestir de Santa Maria del Puig, regit per frares mercedaris. Es va començar a construir al segle xiii i va patir nombroses reformes als segles posteriors. La seua església (gòtica després de llevar-li afegits posteriors) és l'església parroquial del poble.

- Ermita de Santa Bàrbara: situada dalt de la muntanya de Santa Bàrbara.

- Ermita de Sant Jordi, situada al pla, té planta quadrada i cúpula barroca.[7]

- Torre Vigia: construcció defensiva dels atacs que venien per la mar, del segle xvi.

- Cartoixa d'Aracristi. El seu origen es remunta a l'últim terç del segle xvi, quan s'hi instal·laren uns quants membres independents de la cartoixa de Portaceli.

## Festes i celebracions locals
- Sant Pere se celebra el darrer diumenge de gener. Es cuinen grans perols d'olla de Sant Pere, que es repartix als veïns. La tradició prové del menjar que els frares mercedaris donaven als necessitats.

- Sant Antoni se celebra al mes de febrer, a diferència de la majoria de pobles del País Valencià, on se celebra al gener.

- Les Falles se celebren al mes de març. Actualment, hi ha tres comissions falleres al Puig.

- Sant Roc se celebra durant al mes d'agost. Destaca la nit de les albaes, que se celebra la nit del 15 al 16 d'agost.

- Les Festes de la Mare de Déu del Puig són les festes patronals i se celebren el primer cap de setmana de setembre.

- El Nou d'Octubre se celebra amb una festa a l'ermita de Sant Jordi i actuacions de danses valencianes.

- El darrer diumenge d'octubre se celebra l'Aplec del Puig. Es tracta d'una celebració de diferents forces polítiques de l'esquerra i el nacionalisme valencians, celebrada de manera intermitent des de l'any 1915, i que tingué certa importància durant els anys de la transició. La cançó Darrer diumenge d'octubre d'Al Tall és un homenatge a este aplec.

## Persones il·lustres
- Pare Jofré (València, 1350 - el Puig, 1417) - religiós mercedari del monestir del Puig, que va fundar el primer hospital psiquiàtric del món a València, origen de l'actual hospital General.
- Julio Ribelles Brunet (el Puig, 1926 - 2004) - músic i compositor, va dirigir la Banda Municipal de València i l'Orquestra Ciutat de Palma.
- Santi Cortés Carreres (el Puig, 1954) - escriptor i filòleg.